# Wiltingen

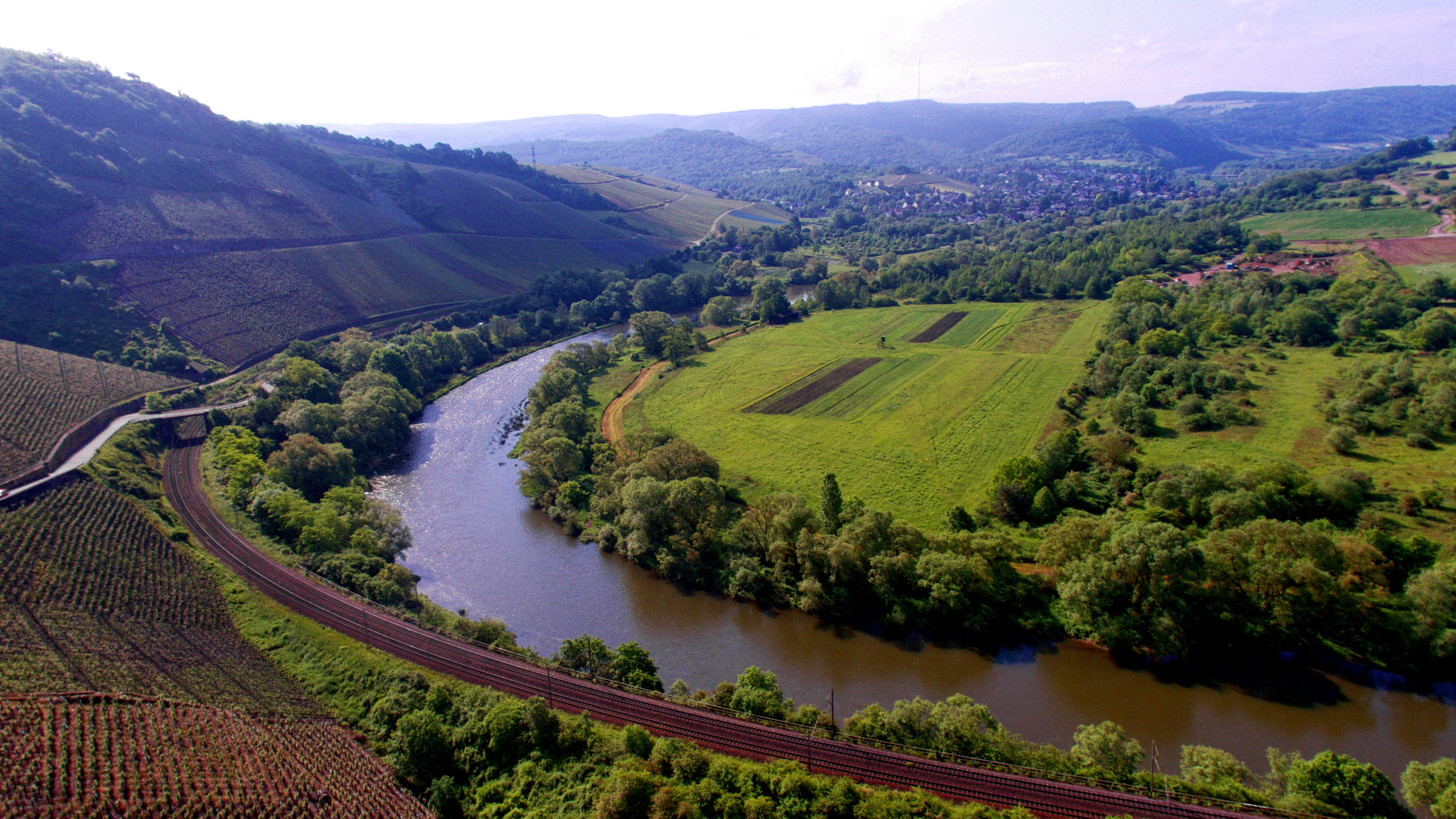
Naturschutzgebiet Wiltinger Saarbogen von der Wiltinger Kupp aus gesehen.

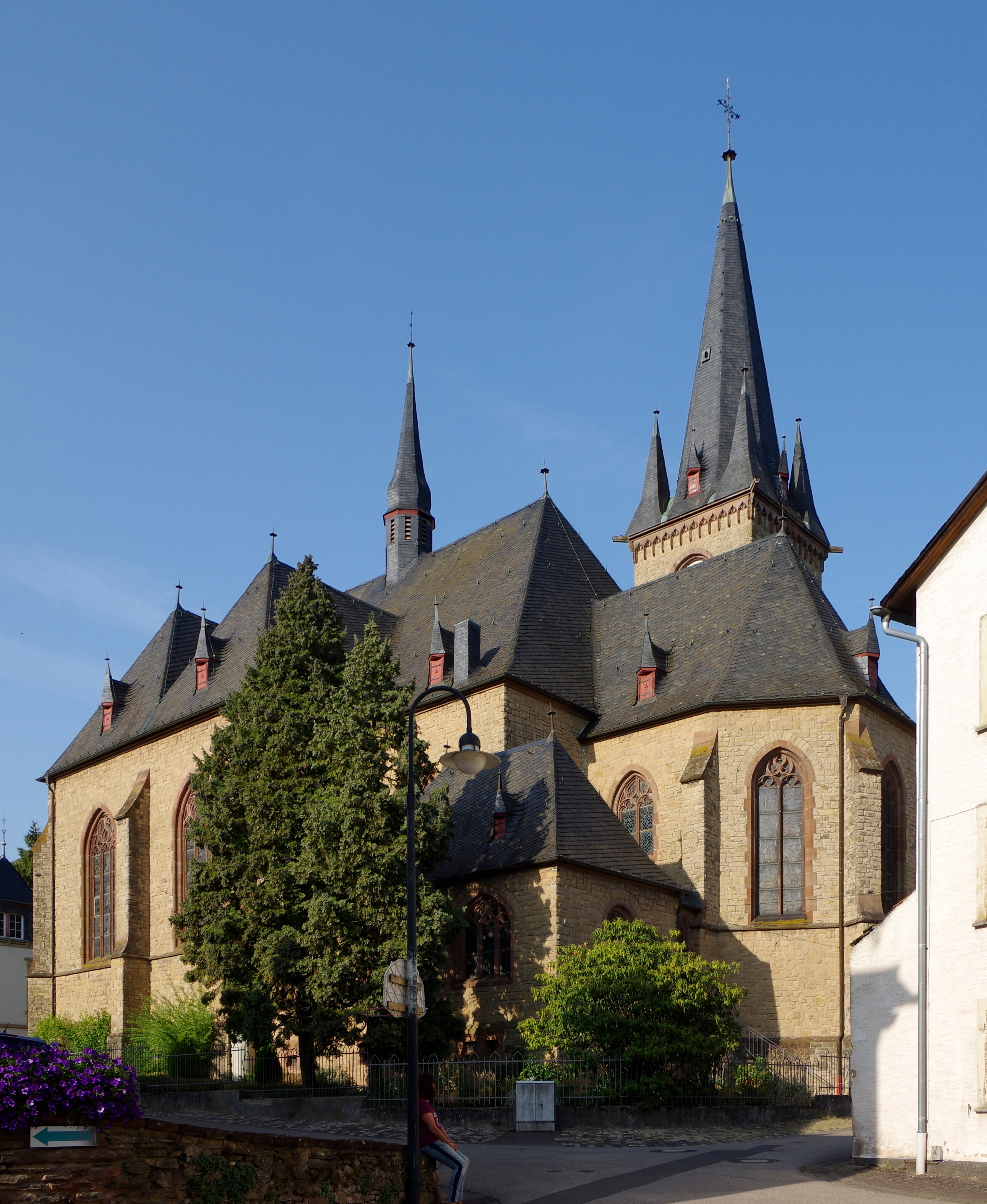
Die Pfarrkirche St. Martin Wiltingen, von Westen, erbaut 1909/10

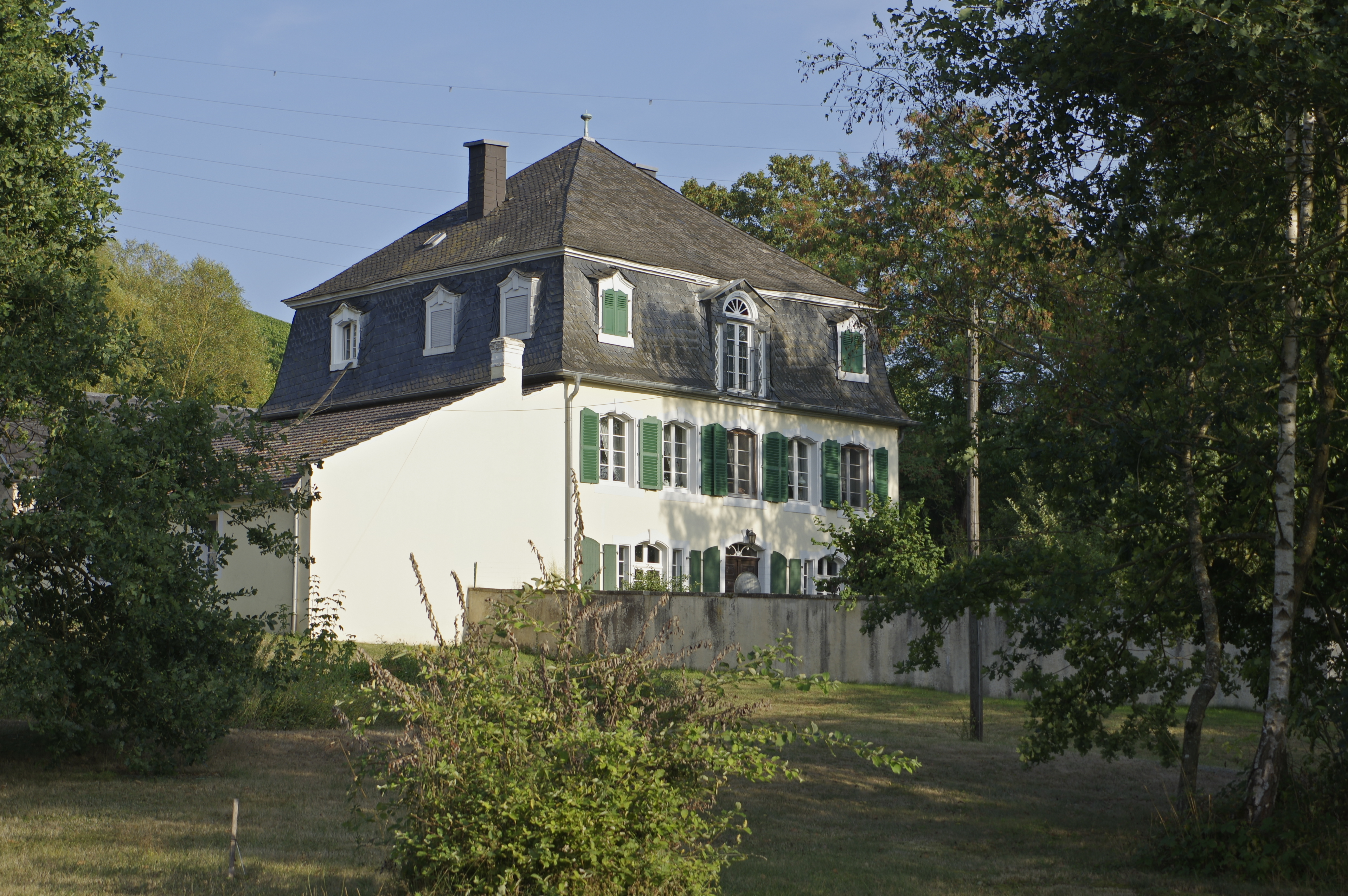
Rauhof Wiltingen

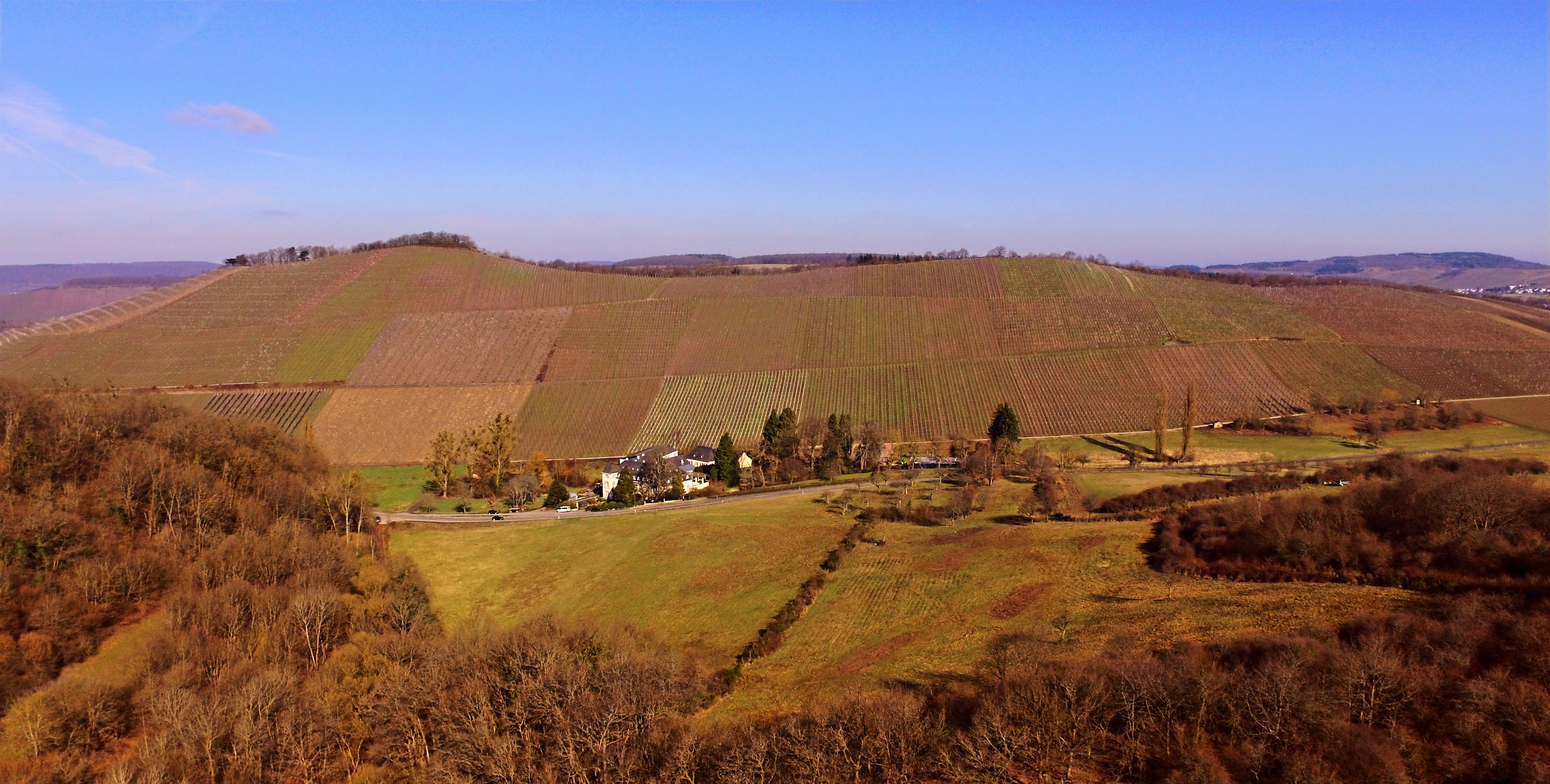
Scharzhofberg

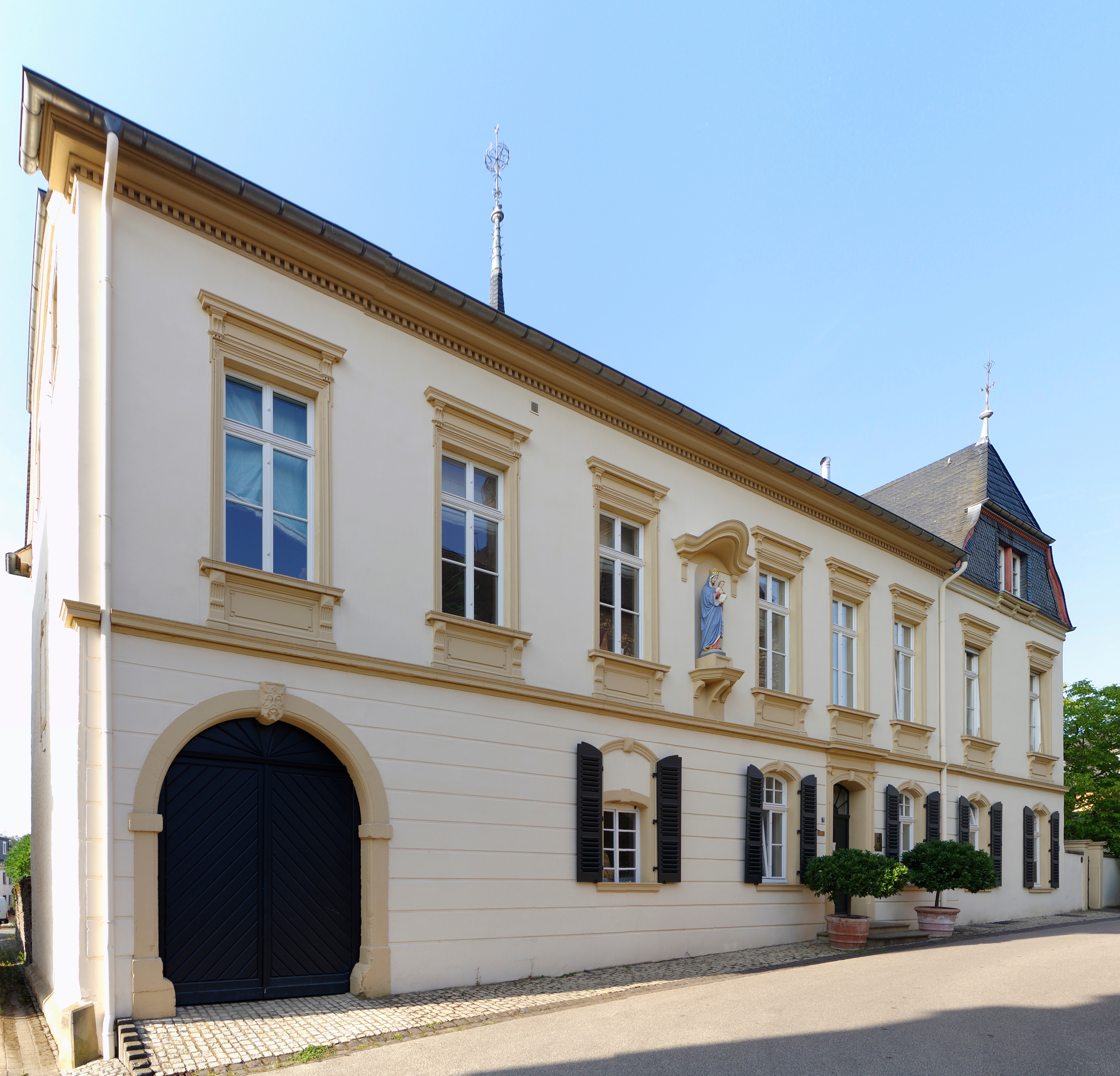
Weingut Van Volxem

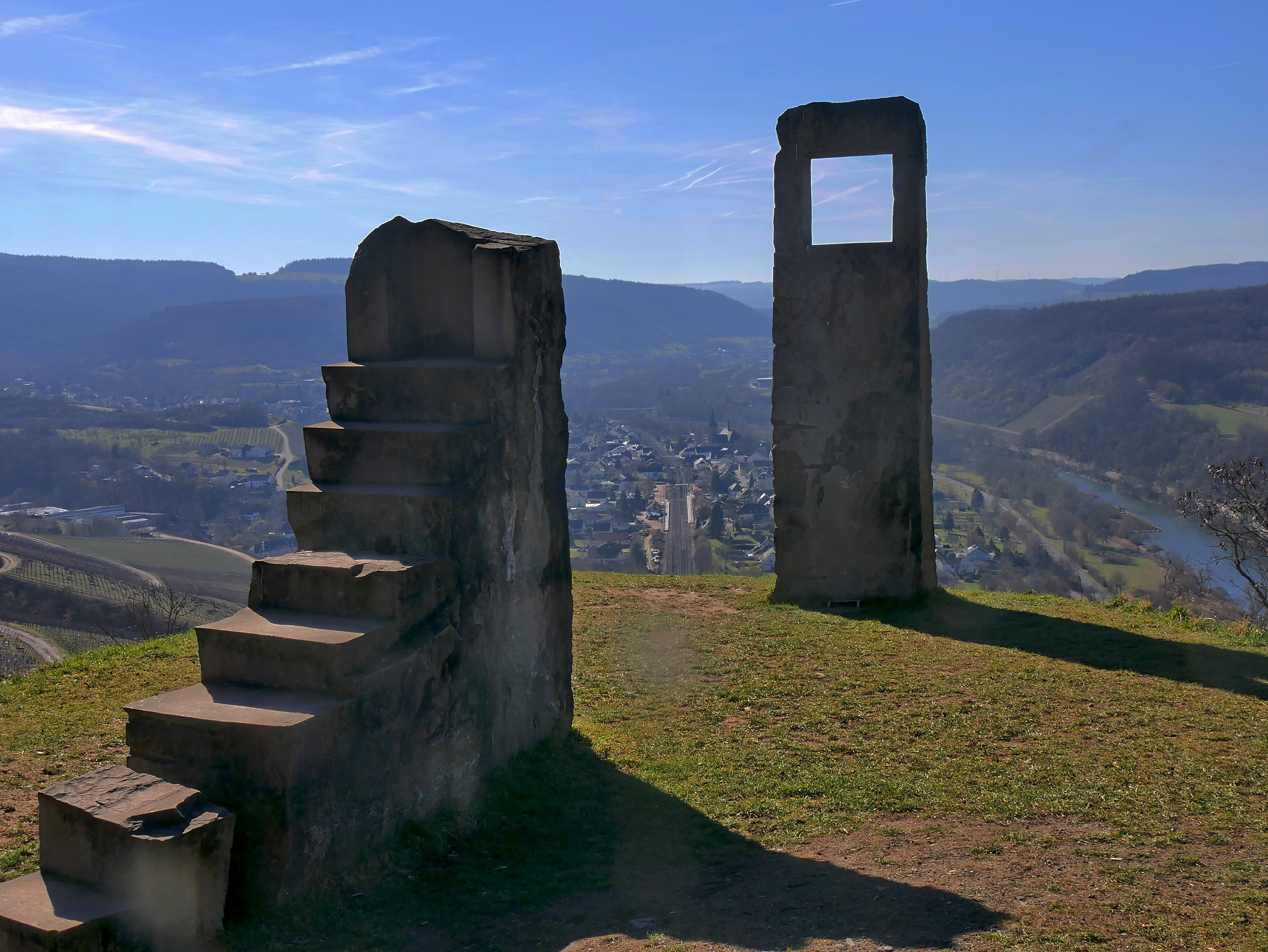
Sandsteinskulptur Passagio Animato mit Wiltingen und der Saar im Hintergrund

Der Weinort Wiltingen an der Saar ist eine Ortsgemeinde im Landkreis Trier-Saarburg in Rheinland-Pfalz. Sie gehört der Verbandsgemeinde Konz an. Das Wiltinger Platt ist eine Ausformung der Moselfränkischen Dialekte.

## Geographie
Wiltingen liegt etwa neun Kilometer südwestlich von Trier an der unteren Saar zwischen Konz und Saarburg. Die Gemeinde ist geprägt durch ihre Tallage mit weinbepflanzten Steilhängen. Fast 700 Hektar Waldfläche schließen sich in südöstlicher Richtung an.
Westlich vom Ortskern, auf beiden Seiten der Saar liegt das Naturschutz- und FFH-Gebiet Wiltinger Saarbogen.

### Gemeindegliederung

#### Der Diwwer
Legt man die Fläche zugrunde, ist Wiltingen die größte Ortsgemeinde der Saar in der Verbandsgemeinde Konz. Der Ort zieht sich einige Kilometer entlang der Saar. Die Bebauung beginnt linksseitig mit dem lokal als „Der Diwwer“ (da drüben) bezeichneten, kleinen Ortsteil auf der linken Seite der Saarbrücke. „Der Diwwer“ umfasst auch den Neubau des Weinguts Van Volxem, ein Produktionsgebäude der Moselland eG (Sektkellerei Max Mann und ein Weincafé sind hier ebenfalls untergebracht) und das Weingut Peters.

#### Kerndorf
Folgt man der Saar rechtsseitig schließt sich das Kerndorf an, das den Großteil der bebauten Fläche umfasst. Zentrum des Kernortes sind der Dorfplatz mit Bäckerei, Lokal und Kulturraum und die Wiltinger Pfarrkirche St. Martin.

#### Scharzhof
In Richtung Oberemmel schließt sich der Scharzhof an, am Fuße des Scharzhofberges, etwa einen Kilometer von der Bebauungsgrenze entfernt. Er beherbergt das Weingut Egon Müller.

#### Rauhof
Unterhalb des Wiltinger Klosterbergs in Richtung Konz findet sich rechter Hand der Rauhof. Es handelt sich um eine ehemalige Außenstelle der Benediktinerabtei Mettlach, die 1802 aufgegeben wurde und zu dieser Zeit in Privatbesitz überging.

#### Wiltinger Kupp
Eine kleine Häufung dreier Häuser findet sich auf der Wiltinger Kupp. Das markanteste rote Haus, das direkt an der Straße steht, ist ein umgebautes Kelterhaus und wird heute als Wohnstätte genutzt.

## Geschichte
Erstmals erwähnt wird der Name Wiltingen in einem durch den Trierer Erzbischof Poppo bestätigten Besitzverzeichnis des Mergener Klosters aus dem Jahre 1030. Später, im Mittelalter bis Ende des 18. Jahrhunderts, war Wiltingen gemeinsam mit der Nachbargemeinde Kanzem eine eigene Herrschaft, die als Enklave im Kurfürstentum Trier zum Herzogtum Luxemburg gehörte. Die Freiherren von Warsberg übten die Hoch-, Mittel- und Grundgerichtsbarkeit aus.
Am 5. September 1944 kamen etwa 200 Hanauer Hitlerjugend-Jungen im Alter von 14 bis 16 Jahren in Wiltingen zum Bau des Westwalls an. In der ersten Oktoberwoche kam eine zweite Gruppe an, die die erste ablöste.
Am 18. Juli 1946 wurde Wiltingen gemeinsam mit weiteren 80 Gemeinden der Landkreise Trier und Saarburg dem im Februar 1946 von der übrigen französischen Besatzungszone abgetrennten Saargebiet angegliedert, das zu der Zeit nicht mehr dem Alliierten Kontrollrat unterstand. Am 6. Juni 1947 wurde diese territoriale Ausgliederung bis auf 21 Gemeinden wieder zurückgenommen, damit kam Wiltingen an das 1946 neugebildete Land Rheinland-Pfalz.

## Bevölkerungsentwicklung
Die Entwicklung der Einwohnerzahl von Wiltingen, die Werte von 1871 bis 1987 beruhen auf Volkszählungen:
| Wiltingen: Einwohnerzahlen von 1815 bis 2024 | Wiltingen: Einwohnerzahlen von 1815 bis 2024 | Wiltingen: Einwohnerzahlen von 1815 bis 2024 | Wiltingen: Einwohnerzahlen von 1815 bis 2024 | Wiltingen: Einwohnerzahlen von 1815 bis 2024 |
| -------------------------------------------- | -------------------------------------------- | -------------------------------------------- | -------------------------------------------- | -------------------------------------------- |
| Jahr                                         |                                              |                                              |                                              | Einwohner                                    |
| 1815                                         | 1815                                         |                                              | 550                                          | 550                                          |
| 1835                                         | 1835                                         |                                              | 729                                          | 729                                          |
| 1871                                         | 1871                                         |                                              | 931                                          | 931                                          |
| 1905                                         | 1905                                         |                                              | 1.102                                        | 1.102                                        |
| 1939                                         | 1939                                         |                                              | 1.697                                        | 1.697                                        |
| 1950                                         | 1950                                         |                                              | 1.340                                        | 1.340                                        |
| 1961                                         | 1961                                         |                                              | 1.397                                        | 1.397                                        |
| 1970                                         | 1970                                         |                                              | 1.424                                        | 1.424                                        |
| 1987                                         | 1987                                         |                                              | 1.312                                        | 1.312                                        |
| 2005                                         | 2005                                         |                                              | 1.360                                        | 1.360                                        |
| 2010                                         | 2010                                         |                                              | 1.430                                        | 1.430                                        |
| 2015                                         | 2015                                         |                                              | 1.410                                        | 1.410                                        |
| 2017                                         | 2017                                         |                                              | 1.424                                        | 1.424                                        |
| 2024                                         | 2024                                         |                                              | 1.356                                        | 1.356                                        |
|                                              |                                              |                                              |                                              |                                              |

## Politik

### Gemeinderat
Der Ortsgemeinderat in Wiltingen besteht aus 16 Ratsmitgliedern, die bei der Kommunalwahl am 9. Juni 2024 in einer personalisierten Verhältniswahl gewählt wurden, und dem ehrenamtlichen Ortsbürgermeister als Vorsitzendem.
Die Sitzverteilung im Ortsgemeinderat:
| Wahl | SPD | CDU | FWG * | Gesamt   |
| ---- | --- | --- | ----- | -------- |
| 2024 | 6   | 4   | 6     | 16 Sitze |
| 2019 | 7   | 6   | 3     | 16 Sitze |
| 2014 | 8   | 6   | 2     | 16 Sitze |
| 2009 | 8   | 6   | 2     | 16 Sitze |
| 2004 | 7   | 7   | 2     | 16 Sitze |

### Bürgermeister
Reinhard Orth (FWG) wurde am 11. Juli 2024 Ortsbürgermeister von Wiltingen. Bei der Direktwahl am 9. Juni 2024 hatte er sich mit einem Stimmenanteil von 63,8 % gegen seinen Amtsvorgänger durchgesetzt.
Orths Vorgänger Christoph Schmitz (CDU) hatte das Amt 2019 übernommen. Bei der Direktwahl am 26. Mai 2019 war er mit einem Stimmenanteil von 51,13 % für fünf Jahre gewählt worden. Der Vorgänger von Schmitz, Lothar Rommelfanger (SPD), hatte das Amt von 1989 bis 2019 ausgeübt.

### Wappen
| Wappen von Wiltingen | Blasonierung: „Das Wappen zeigt unter goldenem Schildhaupt, darin eine grüne Weinranke mit Traube, in schwarzem Feld einen silbernen, goldgekrönten und doppelgeschwänzten Löwen mit roten Krallen.“ |
| Wappen von Wiltingen | Wappenbegründung: Der silberne Löwe ist das Wappen der Freiherrn von Warsberg, die seit 1547 bis zum Untergang des alten Reiches mit der Herrschaft Wiltingen belehnt waren. Die Weinranke mit Traube im Schildhaupt weist auf die Bedeutung Wiltingens als größter Weinort im Saarweinanbaugebiet hin. Besonders hervorzuheben ist, dass das Warsberger Wappen – mit der Familie war die Gemeinde Wiltingen jahrhundertelang verbunden – zur Geltung kommt und den Warsbergern dadurch ein ehrendes Andenken geschaffen ist. |

Dem Wiltinger Wappen ist bei seiner Erstellung nach dem Zweiten Weltkrieg ein Gedicht M. Lünebachs gewidmet worden:
So liegt mein Dorf, von Reben umkränzt, im goldenen Mittagsschein. Es duftet die Traube, es glänzt im Pokal Wiltingens goldener Wein. Flußauf, flußab, im ganzen Land Wiltingens Wein ist weltbekannt.

So lag mein Dorf schon vielhundert Jahr’ in Stille verborgen und klein – doch rankten die Reben an Berg und Haus, im Becher funkelt der Wein. Ein edler Ritter, den Löwen im Schild, wohl über das Dorf die Schildwacht hielt.

Es rauscht die Zeit wie ein Strom dahin ins Meer der Ewigkeit. Es sind uns Vergangenheit, Gegenwart, zwei Tropfen der ewigen Zeit. Uns sind die Tropfen wie edel Kristall, wie goldner Wein im hellen Pokal:

Aus alter Zeit soll die edle Kraft im Bilde des Löwen sein; die neue auf goldenem Grunde zeigt die Traube mit Wiltinger Wein. Hier schaut unser neues Wappenschild: Die alte Kraft – und des Weines Mild’!

So haltet das Erbe der Ahnen in Ehr’, seid tapfer und stark und treu! Und was die Ahnen den Bergen vertraut, das blühe alljährlich uns neu! „Alte Kraft und edler Wein!“ soll fortan Wiltingens Wahlspruch sein!

## Kultur und Sehenswürdigkeiten
Die Wiltinger Dorfzeitung Spilles erscheint drei Mal im Jahr. Die Auflage beträgt ca. 750 Stück. Die Zeitschrift, die in Form und Gestaltung einer Illustrierten gleicht, kann von jedem Wiltinger Bürger mit Artikeln bestückt werden. Sie greift aktuelle Themen aus Dorfpolitik und Gemeindegesellschaft auf, gibt Voraus- und wirft Rückblicke und soll dem Wiltinger als Informations- und Unterhaltungsblatt dienen. Der Spilles kann außerdem über die Internetseite der Gemeinde abgerufen werden.

### Sehenswürdigkeiten
- Katholische Pfarrkirche St. Martin (Wiltinger Dom) von 1909/10
- Mehrere Villen von Weinbaubetrieben aus der Gründerzeit, insbesondere die Scharzhöfe und das historische Gutsgebäude des Weinguts van Volxem.
- Zwei Skulpturen, die 2007 im Rahmen des Konzer Bildhauersymposiums Skulpturen am Fluss entstanden sind: „Feuersprung“ bei der Ortseinfahrt nähe Saarufer und „Passagio Animato“ auf dem Galgenberg.
- Wiltinger Galgenberg, Schieferbruch
- Spätheimkehrerkreuz über dem Gongler
- Wiltinger Scharzhofberg, Weinberg
- Das neue Gutsgebäude des Weinguts van Volxem, auf dem Schlossberg
- Westwallmuseum Wiltingen

### Wiederkehrende Veranstaltungen
- jeden Sonntagmorgen und an Feiertagen: heilige Messen in der hohen Pfarrkirche St. Martin zu Wiltingen, gelegentlich Hochämter
- zur Karnevalszeit: Kappensitzungen, Partys und ein Rosenmontagsumzug
- an Ostern:
  - Ostereierschießen auf dem Schützenstand
  - Osterfeier der Jugendgruppe
  - Auferstehungsspielen der Winzerkapelle an Ostersonntagmorgen
- erster Sonntag im Mai: Jahreskonzert der Winzerkapelle
- Anfang Mai: Theateraufführungen des Theatervereins
- im Sommer zweiwöchig: Weinwanderungen ab dem Dorfplatz
- Christi Himmelfahrt: Dorfvereinspokalschießen
- Anfang Juni: Pfarrfest
- im Juni: Wiltinger Flohmarkt
- zweites Wochenende im Juli: Weiherfest
- letztes Wochenende im Juli: Hoffest der „Triwwelsgaaß Winzer“
- erstes Wochenende im August: „Klang und Glanz“ am Wiltinger Saarufer (Wiltinger Weinfest)
- letztes Wochenende im September: traditionelles Federweißenfest
- im Oktober:
  - Herbstmarkt auf dem Dorfplatz
  - Oktoberfest an der Saar
- um den Martinstag:
  - großer St. Martinsumzug, dem Stiftspatron der Wiltinger Pfarrkirche
  - Kirmes im Bürgerhaus
- im Advent:
  - Weihnachtsmarkt auf dem Dorfplatz
  - Weihnachtsmärchen der kleinen Bühne

### Wiltinger Weinlied
Der Weinort Wiltingen führt als inoffizielle Hymne das 1947 uraufgeführte „Weinumrankte Dörfchen“. Die im 3/4-Takt tanzbare, gesanglich leicht zu erfassende Melodie des Dirigenten der Winzerkapelle Wiltingen Peter Berschens ist mit einem Gedicht aus der Feder des ehemaligen Bürgermeisters Michael Zeimet ergänzt und zum Lied der Wiltinger geworden. Seit 2019 erlebt es eine Renaissance, es gehört zum immateriellen Kulturerbe des Ortes, ähnlich dem Wiltinger Platt.
Weinumranktes Dörfchen an der schönen Saar,

fels’ gegürtet liegst du wunderbar.

An steilen Rebenhängen singen Mägdelein,

lieb und treu im Herzen pflegen sie den Wein.

Weltruf hat der Wein von Wiltingen an der Saar,

spritzig, süffig, frisch und sonnenklar.

Du bringst Glück, Zufriedenheit, oh du Göttertrank,

in selige Träume hüllst du jeden in dein Band.

Scharzberg, Kupp, Braunfels sind alle weltbekannt,

Wiltinger Klosterberg wird überall genannt.

Hausarzt, Sorgenbrecher, immer nur der Wein,

erhebe ich den Becher, schenkt mir Saarwein ein.

## Wein
Im Umkreis Wiltingens gibt es über 160 ha bestockte Rebfläche (2020). Der Wiltinger Scharzhofberg ist eine der berühmtesten Rieslinglagen der Saar, auch bekannt sind „Wiltinger Gottesfuß“ und „Wiltinger Braune Kupp“. Dagegen ist der Scharzberg keine Einzellage, sondern die Großlagenbezeichnung für den gesamten Anbaubereich an der Saar. Wiltingen gilt als das Zentrum des Rieslinganbaus an der Saar.

### Weingüter (2020)
- Bischöfliche Weingüter
- Porta Nigra Sektkellerei
- Weingut Hans Bauschert Johanneshof (mit Straußwirtschaft)
- Weingut Borens
- Weingut Conen Koch
- Weingut Egon Müller-Scharzhof
- Weingut Felix Weber
- Weingut Günter Willems (mit Straußwirtschaft)
- Weingut Hauser
- Weingut Koch
- Weingut Neu-Erben
- Weingut Neu-Karges
- Weingut Nikolaus Kramp-Erben
- Weingut Peters
- Weingut Resch
- Weingut Schmitt
- Weingut Schmitz-Simon
- Weingut Soluva
- Weingut van Volxem
- Weingut Weber Brüder
- Weingut Zeimet Conen

### Weinlagen
In Wiltingen gibt es 11 Weinlagen mit Lagebezeichnung. Von diesen elf sind sechs VDP-Großlagen.
1. Wiltinger Sandberg
2. Wiltinger Hölle
3. Wiltinger Kupp (Große Lage)
4. Wiltinger Braune Kupp (Große Lage)
5. Wiltinger Gottesfuß (Große Lage)
6. Wiltinger Klosterberg
7. Wiltinger Rosenberg
8. Wiltinger Braunfels (Große Lage)
  - Bereich Volz (Große Lage)
9. Scharzhofberg (Große Lage)
10. Wiltinger Schloßberg
11. Wiltinger Schlangengraben

## Wirtschaft und Infrastruktur
Wiltingen verfügt über eine Tankstelle. Einige Weingastronomie sowie eine Bäckerei, eine Schreinerei, eine Dachdeckerei und weitere kleine Handwerksbetriebe sind am Ort ansässig.

### Bildung
Ein Kindergarten, eine Grund- und eine Don-Bosco-Schule sind am Ort ansässig. Zur Erwachsenenbildung ist eine VHS-Außenstelle eingerichtet.

### Verkehr
Am Haltepunkt Wiltingen (Saar) halten stündlich Regionalzüge der Linie RB 71 auf der Saarstrecke Trier–Saarbrücken. Wiltingen ist durch die Landesstraße 149 an das überörtliche Straßennetz angeschlossen. Der Radweg Saarburg-Konz führt durch Wiltingen. Wiltingen verfügt über eine zweispurige Saarbrücke, die 2016 neugebaut wurde, nachdem die Vorgängerbrücke, seit den 50er-Jahren in Betrieb, außer Dienst gestellt und abgetragen wurde. Zeitweise war eine Behelfsbrücke errichtet.

## Persönlichkeiten aus und in Wiltingen
- Der Landtagsabgeordnete Lothar Rommelfanger (SPD) stammt aus und lebt in Wiltingen. Bis 2019 war er 30 Jahre lang Ortsbürgermeister. Seine Tätigkeit und Verbindung in die Landespolitik sorgt für gelegentliche Besuche von Amts- und Würdenträgern aus der Bundes- und Landespolitik.
- Der FDP-Politiker Otto Graf Lambsdorff war Besitzer der „Villa Felicitas“ am Ortseingang, einem Anwesen aus der Gründerzeit. Seine Verbindungen sorgten für gelegentliche Besuche Hans-Dietrich Genschers.
- Egon Müller IV leitet das Weingut „Egon Müller-Scharzhof“, das für seine hochqualitativen Hochprädikatsrieslinge bekannt ist.
- Roman Niewodniczanski (Sohn von Tomasz Niewodniczański) besitzt das „Weingut van Volxem“.